# مکنزی آرنولد
مکنزی آرنولد (انگلیسی: Mackenzie Arnold؛ زادهٔ ۲۵ فوریهٔ ۱۹۹۴) بازیکن فوتبال اهل استرالیا است.
از باشگاه‌هایی که در آن بازی کرده‌است می‌توان به پرث گلوری و وسترن سیدنی واندررز اشاره کرد.
وی همچنین در تیم‌های ملی فوتبال تیم ملی فوتبال زیر ۲۰ سال استرالیا و تیم ملی فوتبال زنان استرالیا بازی کرده‌است.